# Веб-конференция

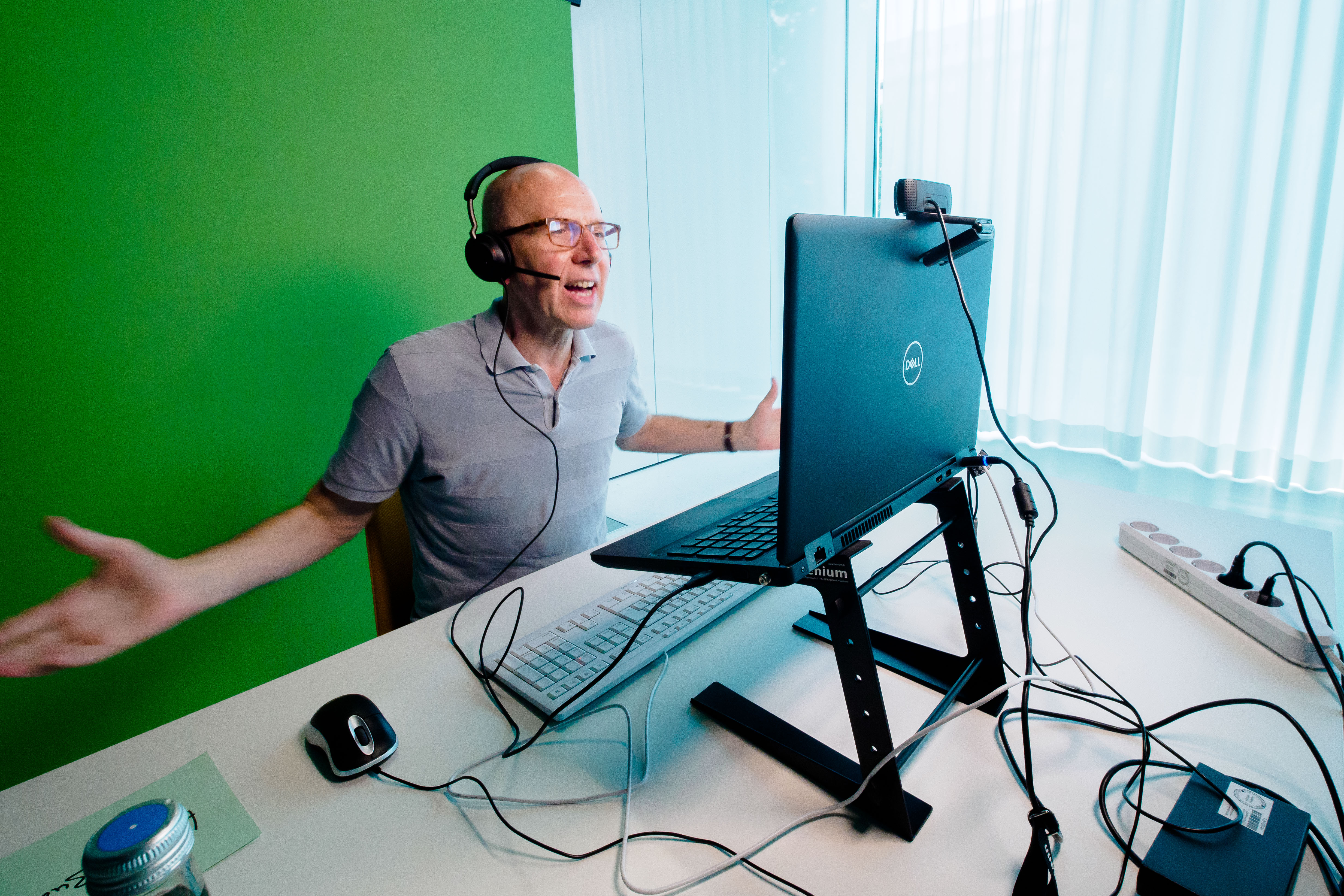
Социолог Хайнц Буде транслирует веб-конференцию Фонда Генриха Белля (2021 г.)

Веб-конференция (англ. web conferencing) — технология и инструментарий для организации онлайн-встреч и совместной работы в режиме реального времени через Интернет. Веб-конференции позволяют проводить онлайн-презентации, совместно работать с документами и приложениями, синхронно просматривать сайты, видеофайлы и изображения. При этом каждый участник находится на своём рабочем месте за компьютером.
Веб-конференции, которые предполагают «одностороннее» вещание докладчика и минимальную обратную связь от аудитории, называют вебинарами.

## История
В первые годы после возникновения Интернета понятие «веб-конференции» означало общение на форумах и в списках рассылки, то есть общение в асинхронном режиме.
Первой популярной программой для веб-конференций, позволяющей общаться и работать над приложениями и документами в режиме реального времени, стала программа Microsoft NetMeeting.
Затем инструменты для веб-конференций стали появляться в различных мессенджерах, наиболее популярным из которых был Windows Messenger, по умолчанию встроенный в операционную систему Windows.
В последние годы появилось большое количество веб-сервисов, предоставляющих различные инструменты для веб-конференций, которые работают в браузере или с помощью инсталлируемого «тонкого клиента». Эти сервисы позволяют участвовать в онлайн-встрече независимо от платформы компьютера.

## Возможности веб-конференций
Сервисы для веб-конференций могут включать следующие возможности и инструменты:
- совместный доступ к экрану или отдельным приложениям (screen sharing)
- интерактивная доска (whiteboard)
- демонстрация презентаций
- синхронный просмотр веб-страниц (co-browsing)
- аннотация экрана
- мониторинг присутствия участников
- текстовый чат
- интегрированная VoIP-связь
- видеоконференцсвязь
- возможность менять ведущего
- возможность отдавать контроль над мышью и клавиатурой
- модерация онлайн-встреч
- обратная связь (например, опросы или оценки)
- планирование встреч и приглашение участников
- запись хода веб-конференции